# Liga Árabe del Golfo (EAU) 2016-17
La UAE Pro-League 2016-17 (también conocida como Liga Árabe del Golfo o Etisalat Pro League por motivos de patrocinio) fue la 42.ª temporada de fútbol de la máxima categoría de los Emiratos Árabes Unidos. La liga inició el 16 de agosto de 2016 y concluyó el 13 de mayo de 2017. El Al-Jazira Club obtuvo su segundo título.
La liga contó con doce equipos de la edición anterior y dos ascendidos de la División 1 de EAU 2015-16. El heptacampeón Al Ahli partió como defensor del título.

## Equipos
Los clubes Al-Fujairah y Al Shaab fueron relegados a la División 1 de EAU al terminar en las dos últimas posiciones de la temporada y sustituidos por los clubes Hatta Club, campeón de la división de plata, y Al-Ittihad, subcampeón. El club de la ciudad de Hatta regresó luego de purgar nueve años en la División 1 (temporada 2007-08); mientras que los aurinegros de Kalba no jugaban desde la temporada 2014-15.

### Datos generales
| Equipo     | Ciudad        | Emirato      | Entrenador           | Estadio           | Aforo  |
| ---------- | ------------- | ------------ | -------------------- | ----------------- | ------ |
| Al Ahli    | Dubái         | Dubái        | Cosmin Olăroiu       | Al-Rashid         | 18,000 |
| Al Ain     | Al Ain        | Abu Dhabi    | Zlatko Dalić         | Hazza bin Zayed   | 25,000 |
| Al Jazira  | Abu Dhabi     | Abu Dhabi    | Eric Gerets          | Al Jazira         | 42,056 |
| Al Nasr    | Dubái         | Dubái        | Ivan Jovanovic       | Al-Maktoum        | 12,000 |
| Al Shabab  | Dubái         | Dubái        | Javier Aguirre       | Rashid Al Maktoum | 12,000 |
| Al Wasl    | Dubái         | Dubái        | Rodolfo Arruabarrena | Zabeel            | 12,000 |
| Baniyas SC | Abu Dhabi     | Abu Dhabi    | Luis García          | Baniyas           | 9,570  |
| Dhafra     | Madinat Zayed | Abu Dhabi    | Marin Ion            | Al Dhafra         | 12,000 |
| Emirates   | Ras al-Jaima  | Ras al-Jaima | Paulo Comelli        | Emirates Club     | 5,000  |
| Sharjah    | Sharjah       | Sharjah      | Paulo Bonamigo       | Sharjah           | 18,000 |
| Al-Wahda   | Abu Dhabi     | Abu Dhabi    | Sami Al Jaber        | Al-Nahyan         | 12,000 |
| Dibba Club | Fujairah      | Fujairah     | Theo Bücker          | Fujairah Club     | 11,400 |
| Al-Ittihad | Kalba         | Sharjah      | Mourad Okbi          | Ittihad Kalba     | 8.500  |
| Hatta Club | Hatta         | Dubái        | Waleed Obaid         | Hamdan Bin Rashid | 5.000  |

### Cambio de entrenadores
| Equipo              | Entrenador saliente | Fecha de salida       | Modo de salida          | Pos.         | Entrenador           | Fecha de nombramiento |
| ------------------- | ------------------- | --------------------- | ----------------------- | ------------ | -------------------- | --------------------- |
| Al-Shabab           | Caio Junior         | 8 de mayo de 2016     | Fin de contrato         | Pretemporada | Fred Rutten          | 11 de mayo de 2016    |
| Al-Sharjah SCC      | Abdulaziz Al-Anbari | 13 de mayo de 2016    | Fin de contrato         | Pretemporada | Giorgos Donis        | 27 de julio de 2016   |
| Al-Wasl FC          | Gabriel Calderón    | 25 de mayo de 2016    | Despido                 | Pretemporada | Rodolfo Arruabarrena | 6 de junio de 2016    |
| Baniyas Club        | Abdullah Mesfer     | 5 de junio de 2016    | Consentimiento mutuo    | Pretemporada | Pablo Repetto        |                       |
| Dibba Club          | Theo Bucker         | 22 de junio de 2016   | Dejado al Emirates Club | Pretemporada | Paulo Sergio         | 29 de junio de 2016   |
| Emirates Club       | Paulo Comelli       | 31 de mayo de 2016    | Consentimiento mutuo    | Pretemporada | Theo Bucker          | 22 de junio de 2016   |
| Al-Sharjah SCC      | Paulo Bonamigo      | 27 de julio de 2016   | Despido                 | Pretemporada | Giorgos Donis        | 27 de julio de 2016   |
| Al-Ittihad Kalba SC | Mourad Okbi         | 28 de agosto de 2016  | Consentimiento mutuo    | Pretemporada | Fabio Viviani        | 28 de agosto de 2016  |
| Baniyas Club        | Pablo Repetto       | 22 de octubre de 2016 | Despido                 | 12th         | José Manuel Gomes    | 23 de octubre de 2016 |
| Al-Nasr Dubai       | Ivan Jovanović      | 31 de octubre de 2016 | Despido                 | 8th          | Dan Petrescu         | 31 de octubre de 2016 |
| Al-Sharjah SCC      | Giorgos Donis       | 1 de enero de 2017    | Consentimiento mutuo    | 10th         | José Peseiro         | 2 de enero de 2017    |

### Jugadores extranjeros
El número de jugadores extranjeros está limitando estrictamente a cuatro por equipo, incluyendo un cupo para un jugador de la AFC. Un equipo puede utilizar cuatro jugadores extranjeros en el campo durante cada juego, incluyendo al menos un jugador de algún país asiático.
| Club             | Jugador 1           | Jugador 2           | Jugador 3          | Jugador AFC           |
| ---------------- | ------------------- | ------------------- | ------------------ | --------------------- |
| Al-Ahli          | Everton Ribeiro     | Asamoah Gyan        | Makhete Diop       |                       |
| Al-Ain           | Caio                | Danilo Asprilla     | Nasser Al-Shamrani | Lee Myung-Joo         |
| Al-Dhafra        | Issam El Adoua      | Adil Hermach        |                    | Khalid Al-Hajri       |
| Al-Ittihad Kalba | Bakare Kone         | Ciel                | Modibo Maïga       | Salam Shaker          |
| Al-Jazira        | Aílton              | Leonardo            | Mbark Boussoufa    | Park Jong-woo         |
| Al-Nasr          | Wanderley           | Jires Kembo Ekoko   | Abdel Barrada      | Joan Oumari           |
| Al-Shabab        | Tomas De Vincenti   | Luvannor            | Nana Poku          | Azizbek Haydarov      |
| Al-Wahda         | Sebastián Tagliabúe | Jorge Valdivia      | Balázs Dzsudzsák   | Rim Chang-Woo         |
| Al-Wasl          | Fábio Lima          | Ronaldo Mendes      | Serginho           | Caio                  |
| Baniyas Club     | Harry Novillo       | Jean-Philippe Mendy | Ezekiel Henty      | Mark Milligan         |
| Dibba Club       | Bruno Moraes        | Derley              | Driss Fettouhi     | Yaseen Al-Bakhit      |
| Emirates Club    | Mourad Batna        | Osman Sow           | Hocine Ragued      | Ahmad Ibrahim         |
| Hatta Club       | Samuel              | Rafael Silva        | Adrian Ropotan     | Nikolai Topor-Stanley |
| Sharjah FC       | Digão               | Adrian Mierzejewski | Gelmin Rivas       | Chikashi Masuda       |

## Tabla de posiciones
| Pos | Equipo         | PJ | PG | PE | PP | GF | GC | Dif | Pts |
| --- | -------------- | -- | -- | -- | -- | -- | -- | --- | --- |
| 1.  | Al Jazira (C)  | 26 | 22 | 2  | 2  | 72 | 15 | 57  | 68  |
| 2.  | Al Wasl        | 26 | 17 | 6  | 3  | 55 | 26 | 29  | 57  |
| 3.  | Al Ahli        | 26 | 16 | 8  | 2  | 50 | 18 | 32  | 56  |
| 4.  | Al Ain         | 26 | 17 | 4  | 5  | 58 | 37 | 21  | 55  |
| 5.  | Al-Wahda       | 26 | 10 | 9  | 7  | 54 | 40 | 14  | 39  |
| 6.  | Al Nasr        | 26 | 11 | 3  | 12 | 42 | 32 | 10  | 36  |
| 7.  | Al Dhafra      | 26 | 10 | 5  | 11 | 40 | 46 | -6  | 35  |
| 8.  | Al Shabab      | 26 | 7  | 9  | 10 | 24 | 44 | -20 | 30  |
| 9.  | Al Sharjah     | 26 | 6  | 8  | 12 | 31 | 47 | -16 | 26  |
| 10. | Hatta Club     | 26 | 6  | 7  | 13 | 24 | 47 | -23 | 25  |
| 11. | Emirates Club  | 26 | 5  | 5  | 16 | 33 | 51 | -18 | 20  |
| 12. | Dibba Club     | 26 | 3  | 11 | 12 | 25 | 54 | -29 | 20  |
| 13. | Al-Ittihad (D) | 26 | 4  | 7  | 15 | 30 | 44 | -14 | 19  |
| 14. | Baniyas SC (D) | 26 | 3  | 6  | 17 | 33 | 70 | -37 | 15  |

Pts = Puntos; PJ = Partidos jugados; G = Partidos ganados; E = Partidos empatados; P = Partidos perdidos; GF = Goles anotados; GC = Goles recibidos; Dif = Diferencia de goles

(C) = Campeón. (D) = Descendido.

Fuenteː
1. ↑  Ganador de la Copa Presidente de Emiratos Árabes Unidos 2016-17.

|  | Copa Mundial de Clubes FIFA 2017 y Liga de Campeones 2018 |
|  | Liga de Campeones 2018                                    |
|  | Liga de Campeones 2018 (Play-Off)                         |
|  | Copa GCC 2018                                             |
|  | Copa de Clubes del Mundo Árabe 2017-18                    |
|  | Descenso a la División 1 de EAU 2017-18                   |

## Goleadores
Actualizado hasta el 13 de mayo de 2017.
| Posición | Jugador             | Club          | Goles |
| -------- | ------------------- | ------------- | ----- |
| 1        | Ali Mabkhout        | Al-Jazira     | 33    |
| 2        | Fábio Lima          | Al Wasl       | 25    |
| 3        | Makhete Diop        | Dhafra        | 21    |
| 4        | Sebastián Tagliabué | Al-Wahda      | 19    |
| 5        | Caio Canedo         | Al Wasl       | 14    |
| 6        | Gelmin Rivas        | Sharjah FC    | 13    |
| 6        | Sebastián Sáez      | Emirates Club | 13    |
| 8        | Ahmed Khalil        | Al Ahli       | 12    |
| 8        | Caio Lucas          | Al Ain        | 12    |
| 10       | Jociel Ferreira     | Al-Ittihad    | 11    |
| 10       | Mourad Batna        | Emirates Club | 11    |